# Список втрачених природоохоронних територій Дніпропетровської області
| Назва та категорія                                                          | Розташування | Рішення про оголошення | Рішення про скасування | Опис |
| --------------------------------------------------------------------------- | --- | --- | --- | --- |
| Байрачний лісок північно-східної частини Іванівської балки пам'ятка природи | Синельниківський район, село Іванівка | Рішення виконкому Дніпропетровської обласної Ради № 1004 від 23 грудня 1969 року | Рішення виконкому Дніпропетровської обласної Ради № 391 від 22.06.1972 року                                                                                       | Байрачний ліс з дубами віком 90-100 років і більше, з ділянками первісної степової рослинності. Площа 0,7 га. Перебувала у віданні колгоспу імені XXI з'їзду КПРС Синельниківського району. Причина скасування статусу: в зв'язку з втратою наукового, природоохоронного та іншого значення. |
| Балка Маячка пам'ятка природи/ботанічний заказник                           | Радгосп ім. Леніна, залізничний пост № 42 | Розпорядження № 388-р виконкому Дніпропетровської обласної Ради депутатів трудящих від 14 листопада 1975 року Рішення № 568 виконкому Дніпропетровської обласної Ради депутатів трудящих від 9 жовтня 1979 року                                                            | Рішення № 469 виконкому Дніпропетровської обласної Ради народних депутатів від 17 грудня 1990 року                                                                | Керуюча організація: радгосп ім. Леніна Дніпропетровського треста овоче-молочних радгоспів. Балка з пологими схилами, що вкрита степовою різнотравною та лікарською рослинністю: астрагал, горицвіт, звіробій та інші. Причина скасування: перебуває в зоні підтоплення шламонакопичувачів ПД ДРЕС. Також існували окремі об’єкти-супутники «Вибалок балки Маячка» та «Ділянка балки Маячка», доля яких невідома. Документів по їх скасуванню чи додаванню до цього об’єкта не виявлено, проте його скасували з більшою площею, ніж при створенні. Площа при створенні — 5 га, при скасуванні — 13,8 га. |
| Балка Дача ботанічний заказник                                              | Дніпропетровський р-н. Радгосп ім. Леніна, Дніпрського тресту овоче-молочних радгоспів.                                                                                             | Рішення № 568 виконкому Дніпропетровської обласної Ради депутатів трудящих від 9 жовтня 1979 року | Рішення № 469 виконкому Дніпропетровської обласної Ради народних депутатів від 17 грудня 1990 року                                                                | Ділянка цілинного степу з цінними лікарськими рослинами: астрагал, горицвіт, звіробій, чебрець та ін. Площа — 34,4 га. Причина скасування: перебуває в зоні підтоплення шламонакопичувачів ПД ДРЕС. |
| Балка Чаплинська ботанічний заказник                                        | Дніпропетровський р-н. Радгосп ім. Леніна, Дніпрського тресту овоче-молочних радгоспів.                                                                                             | Рішення № 568 виконкому Дніпропетровської обласної Ради депутатів трудящих від 9 жовтня 1979 року | Рішення № 469 виконкому Дніпропетровської обласної Ради народних депутатів від 17 грудня 1990 року                                                                | Ділянка цілинного степу з цінними лікарськими рослинами: астрагал, горицвіт, звіробій, чебрець та ін. Площа — 35 га. Причина скасування: перебуває в зоні підтоплення шламонакопичувачів ПД ДРЕС. |
| Дніпродзержинський іхтіологічний заказник                                   | Від греблі Дніпродзержинської ГЕС вниз по течії р. Дніпро 10 км м. Кам’янське | Рішення № 391 виконкому Дніпропетровської обласної Ради депутатів трудящих від 22 червня 1972 року | Рішення № 687 виконкому Дніпропетровської обласної ради депутатів трудящих від 28 листопада 1974 р.                                                               | Місце нересту та зимівлі цінних видів риби: ляща, судака, сазана, жереха та інших. Площа — 1500 га. Місце нагулу молодої риби. Причина скасування: не затверджений Радою міністрів УРСР. |
| Ковпаківський ландшафтний заказник                                          | Біля села Ковпаківка. Колгосп імені Жданова, потім колгосп «Перше Травня», потім кол.- госп. підприємство «Вікторія». Магдалинівський р-н.                                          | Рішення виконкому Дніпропетровської обласної Ради народних депутатів № 231 від 09 червня 1988 р. Рішення виконкому Дніпропетровської обласної Ради народних депутатів № 469 від 17 грудня 1990 р. Розпорядження голови облдержадміністрації № 50-р від 19 грудня 1995 року | Рішення Дніпропетровської облради № 361-15/XXIII від 16 лютого 2001 року                                                                                          | Заплавна ділянка ріки Оріль, що зберегла свій природний стан, вкрита типовим заплавним комплексом рослинності. Фауна представлена сірими та білими чаплями, лелеками, водяними курочками, дикими качками. Площа — 456,5 га. Перебував у віданні Колективного сільськогосподарського підприємства «Вікторія» Магдалинівського району, Мінсільгоспу та Продовольства України. Причина скасування: включення до ландшафтного заказника загальнодержавного значення «Приорільський» |
| Обухівські заплави                                                          | Царичанський район, Кіровське лісництво, квартали № 55, 56, 57, 58, 59, 60, 61, 73 і 74. Острів «Кам'янистий» № 94, «Зелений» № 95, «Дівочий» № 96, «Довгий» № 98, «Свинячий» № 97. | Постанова Ради Міністрів УРСР від 28 жовтня 1974 р. № 500 | Постанова № 262 Ради міністрів Української РСР від 15 вересня 1990 року «Про створення державного заповіднику Дніпровсько-Орільський у Дніпропетровській області» | Заплава Дніпра з багатим рослинним і тваринним світом. Причина скасування: увійшов до складу Дніпровсько-Орільського природного заповідника. |
| Таромські плавні загальнозоологічний заказник                               | смт Таромське. Дніпродзержинський лісгоспзаг Мінлісгоспу УРСР. Дніпропетровський р-н.                                                                                               | Постанова № 495 Ради міністрів Української РСР від 12 грудня 1983 р. «Про доповнення переліку державних заказників Української РСР» | Постанова № 262 Ради міністрів Української РСР від 15 вересня 1990 року «Про створення державного заповіднику Дніпровсько-Орільський у Дніпропетровській області» | Ділянка дніпровських плавнів, яка є унікальним місцем оселення тварин. Тут зустрічається хохуля звичайна, вечірниця мала, тхір степовий, балабан, могильник — види занесені до «Червоної книги Української РСР» |
| Віковий дуб - партизанський пост пам'ятка природи                           | Лівий берег річки Самари, біля села Всесвятського. Новомосковський р-н | Рішення виконкому Дніпропетровської обласної Ради депутатів трудящих від 28 листопада 1974 року № 687 Рішення № 469 виконкому Дніпропетровської обласної Ради народних депутатів від 17 грудня 1990 року                                                                   | Розпорядження № 50-р голови Дніпропетровської ОДА від 19 грудня 1995 року                                                                                         | Столітній дуб, який служив партизанам в роки Великої Вітчизняної війни спостережним пунктом. Має виховну та природно-історичну цінність. Перебував у користуванні Новомосковського Військлісгоспу. Статус скасовано без зазначення причини. |
| Віковічна шовковиця пам'ятка природи                                        | м. Дніпро, вул. Комсомольська, на подвір’ї будинку № 63. (нині вул. Старокозацька, подвір’я військового шпиталю)                                                                    | Рішення виконкому Дніпропетровської обласної Ради депутатів трудящих від 28 листопада 1974 року № 687 | Рішення виконкому Дніпропетровської обласної Ради народних депутатів від 17 грудня 1990 року № 469                                                                | Стара шовковиця, віком 120-150 років, з добре розвиненою кроною, окружністю стовбура 266 см. Має естетичне та наукове значення. Перебувала у віданні в/ч 44869. Причина скасування: не відповідає типовому положенню про пам'ятки природи. |
| Віковічні сріблясті клени пам'ятка природи                                  | м. Дніпро, вул. Комсомольська, на подвір’ї будинку № 63. (нині вул. Старокозацька, подвір’я військового шпиталю)                                                                    | Рішення виконкому Дніпропетровської обласної Ради депутатів трудящих від 28 листопада 1974 року № 687 | Рішення виконкому Дніпропетровської обласної Ради народних депутатів від 17 грудня 1990 року № 469                                                                | Три найстаріші сріблясті клени в області, віком 120—150 років, висотою 16—18 м, і окружністю стовбура 180—270 см. Мають велике наукове та природно-історичне значення як інтродуценти. Перебували у віданні в/ч 44869. Причина скасування: не відповідає типовому положенню про пам'ятки природи. |
| Гранітні скелі пам'ятка природи                                             | На березі р. Домоткань біля с. Пушкарівка. Верхньодніпровський р-н. | Рішення виконкому Дніпропетровської обласної ради депутатів трудящих № 750 від 12 жовтня 1967 року | Рішення виконкому Дніпропетровської обласної Ради депутатів трудящих № 391 від 22.06.1972 р.                                                                      | Відшліфовані гранітні скелі, залишки льодовикового ландшафту. Причина скасування: затоплені водою в зв’язку з будівництвом Дніпродзержинської гідроелектростанції. |
| Давня артезіанська свердловина пам'ятка природи                             | В центрі села Котовка Магдалинівського району, поряд з будинком культури. | Рішення виконкому Дніпропетровської обласної Ради депутатів трудящих від 28 листопада 1974 року № 687 | Рішення № 568 виконкому Дніпропетровської обласної Ради депутатів трудящих від 9 жовтня 1979 року                                                                 | Близько 100 років існувала впорядкована самовиливна артезіанська свердловина з доброю питною водою. Мала пізнавальне значення. Причина скасування статусу: свердловина припинила існування. |
| Ерастівський став пам'ятка природи                                          | село Ерастівка (Вишневе), Кам'янського району | Рішення виконкому Дніпропетровської обласної Ради депутатів трудящих № 1004 від 23.12.1969 р. | Рішення виконкому Дніпропетровської обласної Ради депутатів трудящих № 391 від 22.06.1972 р.                                                                      | Зразок штучного утворення та зберігання водоймища в степовій частині. Площа 65 га. Причина скасування: Не відповідає чинній класифікації. Перебував у користуванні Ерастівської дослідної станції ВНДІ кукурудзи. |
| Котовський ліс пам'ятка природи/ державний лісомисливський заказник         | Котовське лісн., кв 1, 2, 3 та 4. Магдалинівський р-н | Рішення № 750 виконкому Дніпропетровської обласної Ради депутатів трудящих від 12 жовтня 1967 року Рішення № 391 виконкому Дніпропетровської обласної Ради депутатів трудящих від 22 червня 1972 року                                                                      | Рішення № 687 виконкому Дніпропетровської обласної Ради депутатів трудящих від 28 листопада 1974 року                                                             | В заплаві річки Оріль, на площі 248 га скупчені коротко заплавні діброви і штучні заплавні ліси. Причина скасування: не затверджений Радою міністрів УРСР. |
| Озеро біля села Лобойківки пам'ятка природи                                 | Царичанський район, с. Лобойківка (тепер Петриківський район) | Рішення № 750 виконкому Дніпропетровської обласної Ради депутатів трудящих від 12 жовтня 1967 | Рішення № 469 виконкому Дніпропетровської обласної Ради народних депутатів від 17 грудня 1990 року                                                                | Велике озеро, яке мало позитивний вплив на мікроклімат. Різноманітна цікава рослинність. Місце розмноження дикої водоплавної птиці. Перебувало у віданні Радгоспу «Більшовик». Площа — 130 га при створенні, 5 га з 1972 року. Причина скасування: в зв’язку з зарегульованістю водойми при будівництві нової автотраси. |